# Kernkraftwerk Cattenom
Das französische Kernkraftwerk Cattenom liegt bei der Gemeinde Cattenom an der Mosel, in der Region Lothringen, etwa acht Kilometer nördlich der Stadt Thionville.

## Allgemeines

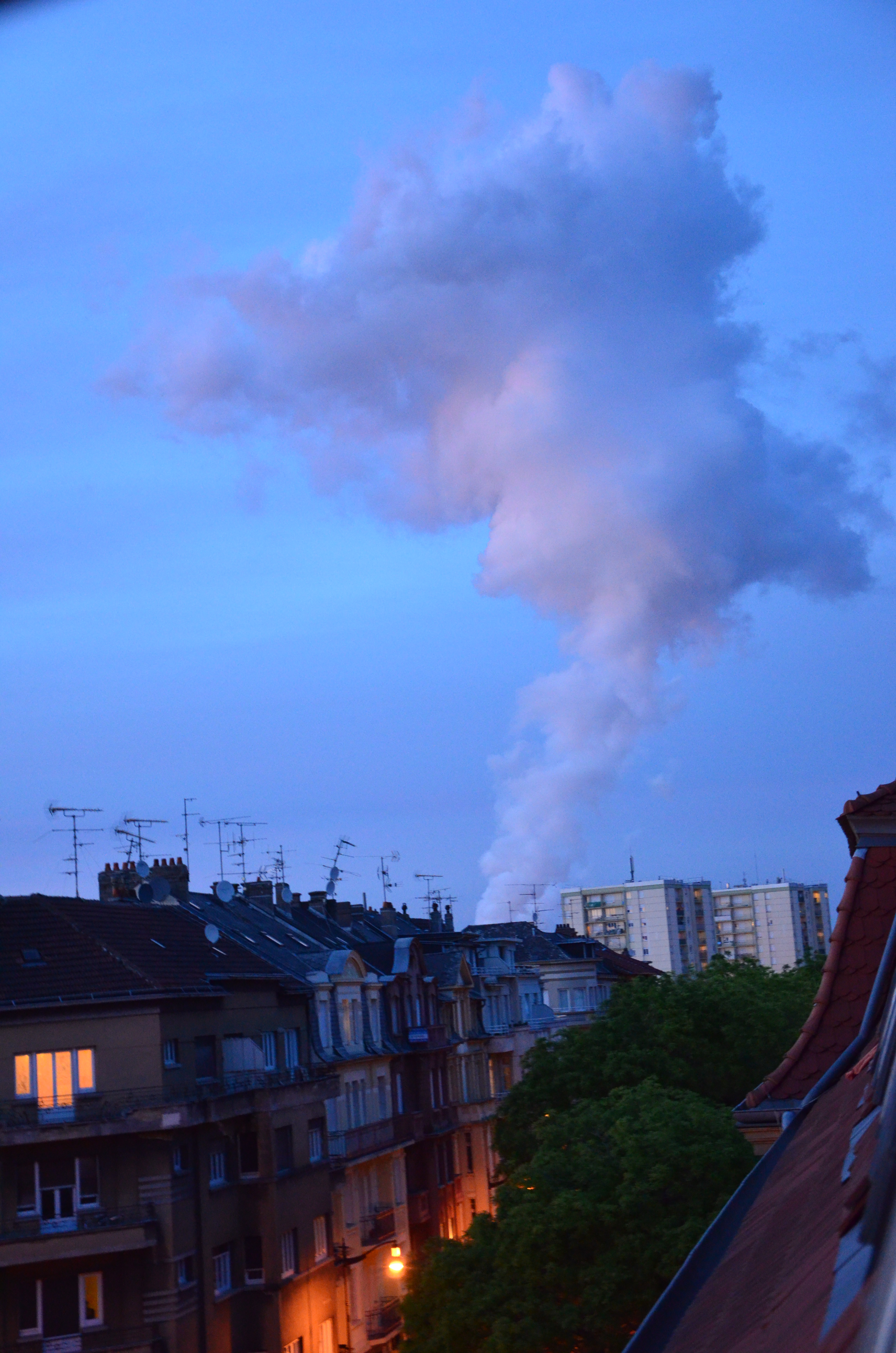
Blick über das abendliche Thionville auf die enorme Dampfwolke des Kernkraftwerks Cattenom

Das Kernkraftwerk besteht aus vier Druckwasserreaktoren mit je einer Leistung von 1362 MW Brutto und war damit 2012 das drittstärkste Kernkraftwerk Frankreichs. Seine vier Kühltürme und deren Wasserdampffahnen prägen das Landschaftsbild. Betreiber ist das Unternehmen EDF. Die Anlage liegt zwölf Kilometer von der deutschen Grenze und neun Kilometer von der luxemburgischen Grenze entfernt. Das Kraftwerk umfasst ein Gebiet von etwa 415 Hektar und liegt ca. 20 Meter oberhalb der Mosel.
Neben dem Kraftwerk befindet sich ein Stausee (Lac du Mirgenbach/Mirgenbacher See, ca. 7,2 Millionen m³ Wasser), aus dem Kühlwasser entnommen wird.
Im Kraftwerk sind etwa 1150 Personen beschäftigt; im Rahmen von geplanten Abschaltungen und Revisionen steigt die Zahl der Beschäftigten durch Fremdfirmen auf ca. 2000.
Im Jahr 2007 war der Standort Cattenom mit 37 TWh Strom der größte Produzent in Frankreich. Dies entsprach ungefähr 8 % der Stromproduktion des Landes. Im Jahre 1995 wurde mit 38,8 TWh ein Produktionsrekord erzielt.
Im Jahre 2005 wurde Cattenom nach ISO 14001 – Umweltmanagement, im Jahre 2007 nach ISO 9001 – Qualitätsmanagement und 2008 nach OHSAS 18001 – Arbeitsschutzmanagement zertifiziert.
Alle 19 französische Kernkraftwerke sind unzureichend gegen Naturkatastrophen geschützt. Der Einschätzung der gemeinsamen Beobachter von Luxemburg sowie den deutschen Bundesländern Rheinland-Pfalz und dem Saarland zufolge hat der Stresstest beim Atomkraftwerk Cattenom erhebliche Mängel zutage gefördert. Laut dem Bericht, den die Atomaufsichtsbehörde Autorité de sûreté nucléaire am 3. Januar 2012 der französischen Regierung vorgelegt hat, braucht keine Installation sofort stillgelegt zu werden.
Cattenom liegt 33 km nördlich von Metz, 48 km südwestlich von Trier, 46 km SSO von Luxemburg (Stadt) und 58 km WNW von Saarbrücken. In der Hauptwindrichtung (West) liegen auch deutsche Großstädte wie Frankfurt am Main, Mainz, Wiesbaden, Kaiserslautern, Darmstadt, Mannheim, Heidelberg und Karlsruhe.
Luxemburg ist wohl der einzige Staat der Welt, der in seiner kompletten Existenz von einem Super-GAU eines einzigen Kernreaktors (im KKW Cattenom) bedroht ist.

## Geschichte

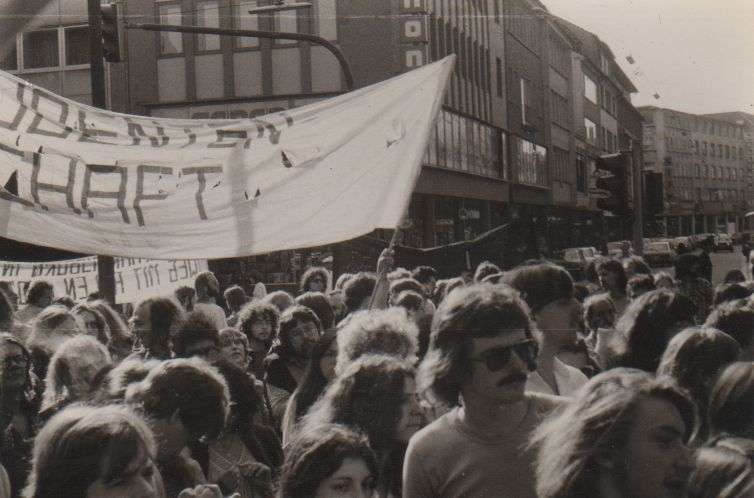
Demonstration gegen das Kernkraftwerk Cattenom in Saarbrücken (April 1980)

Der Bau des ersten Reaktorblockes wurde am 29. Oktober 1979 begonnen, dieser ging am 13. November 1986 in Betrieb. Zwischen 1980 und 1983 wurde mit dem Bau dreier weiterer Reaktorblöcke begonnen, die dann am 17. September 1987, am 6. Juli 1990 und am 27. Mai 1991 in Betrieb genommen wurden.
Seit Beginn der Planungen bis Mitte der 1990er Jahre gab es im französischen, luxemburgischen, deutschen und insbesondere im saarländischen Umland des grenznahen Kernkraftwerks Widerstand gegen das Kernkraftwerk.
Ein Resolutionsentwurf, den die saarländische Abgeordnete Helma Kuhn-Theis zu Cattenom vorlegte, forderte einen den europäischen Normen entsprechenden Stresstest sowie überhaupt einen Ausstieg aus der Atomenergie und keine Verlängerung der Laufzeit von Cattenom. Darüber kam es im Interregionalen Parlamentarierrat zu einem Eklat, wobei Jean-Pierre Masseret, Präsident des Regionalrates in Metz, wütend den Plenarsaal verließ.
Die französische Regierung hat 2020 eine Verlängerung um weitere 10 Jahre für alle in Betrieb befindliche Reaktoren von 40 auf 50 Jahre Laufzeit angekündigt. Die wurde von der französischen Aufsicht 2021 genehmigt unter Auflagen.
Die Blöcke Cattenom 1, 3 und 4 wurden 2022 zur Untersuchung auf Korrosionsschäden vorübergehend stillgelegt (siehe Kernenergie in Frankreich#Ausfälle 2021/2022).

## Leistung
Die elektrische Nettoleistung der vier Reaktorblöcke liegt bei jeweils 1300 Megawatt (MW), die Bruttoleistung bei 1362 MW. Die gesamte installierte Bruttoleistung des Kernkraftwerks liegt bei 5448 MW, womit es das drittgrößte in Frankreich und das siebtgrößte der Welt ist. Durchschnittlich werden pro Jahr 35.200 GWh in das Netz eingespeist, das entspricht etwa 8 % des unter der EDF erzeugten Stroms in Frankreich.

## Sicherheit

### Verwendeter Brennstoff
Inzwischen hat die französische Atomaufsichtsbehörde Autorité de sûreté nucléaire (ASN) dem Stromkonzern Électricité de France (EDF) die Zustimmung erteilt, seine 1300-MW-Atomreaktoren mit einer neuen Generation Brennstäbe (HTC – Haut Taux de Combustion) auszustatten und ein neues Brennelement-Managementprogramm unter dem Namen Galice (Gestion avec Augmentation Limitée de l’Irradiation pour les Combustibles en Exploitation, deutsch: Reaktorführung mit beschränkt erhöhter Bestrahlung des eingesetzten Brennstoffs) anzuwenden. Diese Erlaubnis betrifft auch das Atomkraftwerk Cattenom, wo das neue Verfahren in den kommenden Jahren eingeführt werden soll. Die neuartigen Brennstäbe enthalten einen höheren Anteil an spaltbarem Uran-235. Sie sollen zudem länger im Reaktorkern eingesetzt werden, um die Phasen des Reaktorstillstands wegen Brennelementwechsels zu verkürzen.

### Erdbeben

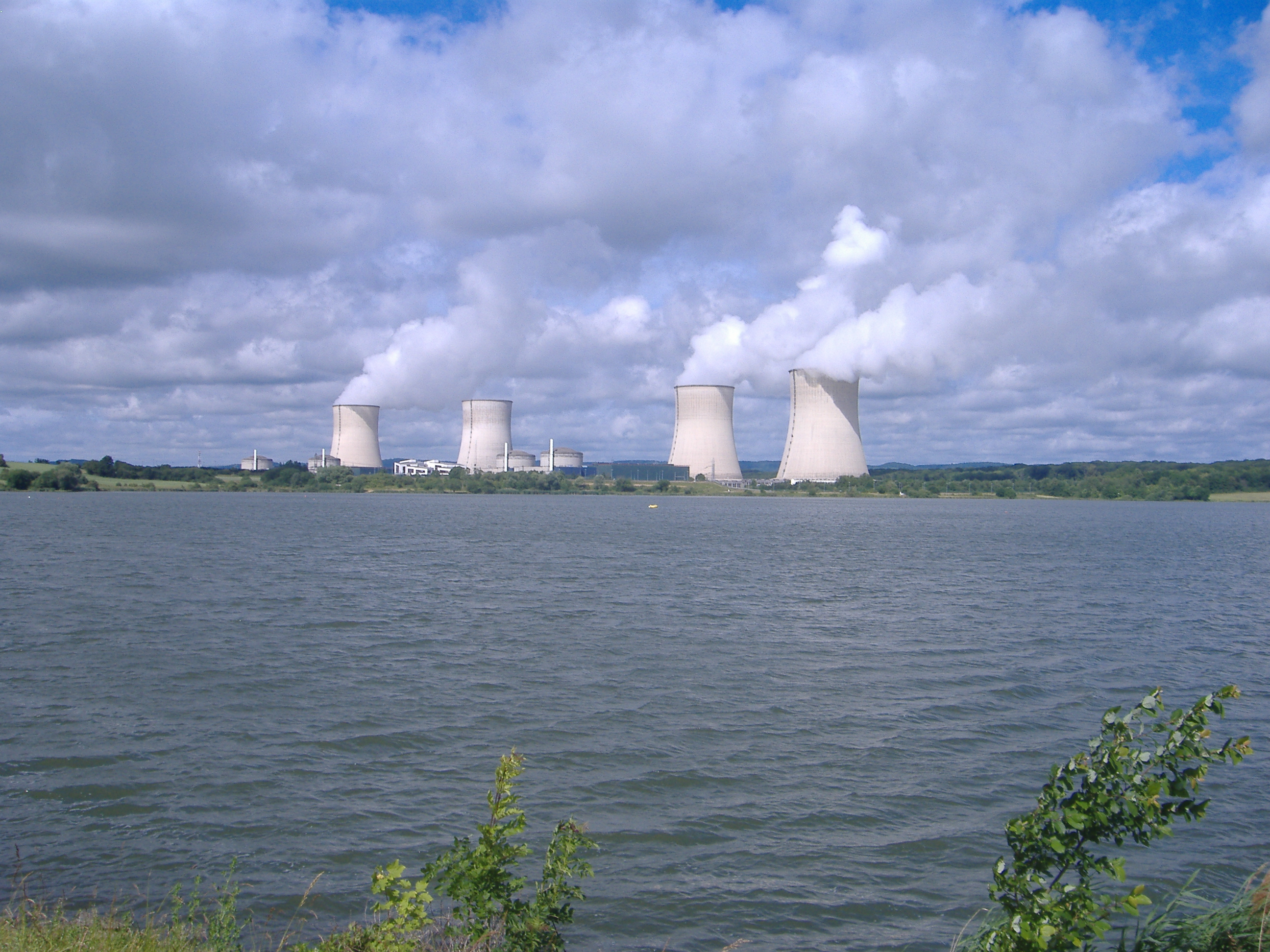
Das Kernkraftwerk mit seinem Kühlwasserstausee

Das Kernkraftwerk Cattenom wird als ein Sicherheitsrisiko wegen mangelnder Erdbebensicherheit der technischen Installationen angesehen, da sicherheitsrelevante Ventile nach einem Erdbeben nicht mehr funktionieren würden. Presseberichten zufolge stuft Betreiber EDF Cattenom als erdbebensicher bis Stärke 5,4 ein.

### Notkühlung
In über 100 km Entfernung befindet sich auf der Westseite der Vogesen in Lothringen der Speichersee Lac de Pierre-Percée (auch Lac du Vieux Pré oder Lac de la Plaine). In Notfällen soll dieses Reservoir als Wasserlieferant über den Meurthe-Nebenfluss Plaine und den Mosel-Nebenfluss Meurthe dienen, um in der Mosel einen für die Kühlung ausreichenden Flusspegel aufrechtzuerhalten.
Auch diese Talsperre unterliegt mit ihrer Staumauer den örtlich vorhandenen Erdbebenrisiken.

### Störungen und meldepflichtige Ereignisse
Am 17. Februar 2002 öffnete sich in Block 1 unvorhergesehen ein Ventil in einer Anschlussleitung an den Reaktorkühlkreislauf. Es habe eine „erhebliche Freisetzung“ von leicht kontaminiertem Primärkühlwasser ins Containment gegeben, schreibt die Behörde ASN. Um das Ventil zu schließen, musste sich ein Team in Schutzmontur ins Containment begeben (Einstufung INES 1).
Am 16. Mai 2004 musste Block 2 heruntergefahren werden, weil es in einem Kabelraum zu einem Brand gekommen war, der durch die herbeigerufene Feuerwehr nach 2,5 Stunden gelöscht werden konnte.
Im Dezember 2004 wurde entdeckt, dass über 30 Schläuche von Feuerlöschern der Anlage angeritzt worden waren. Die zuständige Gendarmerie in Thionville nahm Ermittlungen wegen Sabotage auf, die Feuerlöscher wurden ausgetauscht.
Am 16. Mai 2005 wurde im Reaktorblock Cattenom-2 durch ein qualitativ minderwertiges Kabel ein Brand ausgelöst, der das Sicherheitssystem beschädigte. Die Kosten dieses Ereignisses werden auf 14 Millionen Dollar geschätzt.
Im Jahr 2009 gab es insgesamt 36 meldepflichtige Ereignisse der Stufe INES 0 (Internationale Bewertungsskala für nukleare Ereignisse) und neun Ereignisse der Stufe INES 1. Bis Juni 2010 gab es bisher 16 meldepflichtige Ereignisse der Stufe INES 0 und zwei meldepflichtige Ereignisse der Stufe INES 1.
Am 18. Januar 2012 kam es zu einem weiteren Störfall, den die Aufsichtsbehörde ASN mit Stufe INES 2 angab. Durch ein fehlendes Bauteil wurde der Rückfluss in den Kühlleitungen des Lagerbeckens der Brennelemente der Blöcke 2 und 3 nicht verhindert. So hätte das Lagerbecken unkontrolliert leer werden können.
Am 28. Februar 2013 ereignete sich im Block 4 ein schwerer Arbeitsunfall. Bei Materialprüfungsarbeiten brach ein Gerüst mit drei Arbeitern einer Fremdfirma zusammen. Zwei von ihnen starben noch an der Unfallstelle, einer wurde schwer verletzt ins Krankenhaus gebracht. Der Reaktorblock war zu dem Zeitpunkt wegen seiner Zehn-Jahres-Revision abgeschaltet. Für den Reaktor bestand jedoch als direkte Folge des Unfalls keine Gefahr.
Am 7. Juni 2013 geriet ein Transformator in der Anlage in Brand. Block 1 des AKW wurde automatisch abgeschaltet. Verletzt wurde niemand.
Am 11. Juni 2013 trat im Block 3 ein Defekt an einem weiteren Transformator auf.
Am 17. Juni 2013 wurde ein Konfigurationsfehler in der Ventilsteuerung festgestellt. Der Fehler wurde behoben und mit INES 1 bewertet.
Am 23. oder 24. Juli 2013 sind durch ein Leck in einem Tank 58.000 Liter Salzsäure in die Mosel und in den Boden gelaufen. Die französische Atomaufsichtsbehörde ASN teilte das erst drei Wochen später, am 17. August 2013, auf ihrer Internetseite mit.
Am 7. Mai 2014 wurden im Rahmen von Kontrollen am Ausgang der Nuklearzone Kontaminationsspuren bei zehn Mitarbeitern externer Unternehmen festgestellt, welche im Rahmen der planmäßigen Abschaltung des Reaktorblocks 2 auf einer dortigen Baustelle im Einsatz waren.
Am 19. Dezember 2014 sorgte ein Defekt in der Stromversorgung für einen Störfall, der der Atomaufsicht ASN gemeldet wurde. Dieser Fehler wurde bei allen Reaktoren der Cattenombaureihe entdeckt.
Am 28. Mai 2015 blockierte ein Ventil der Sekundärkühlung von Reaktorblock 1 in geöffneter Position und entließ Dampf in die Umwelt. Der Wasserstand in einem angeschlossenen Dampferzeuger fiel; zur Abwendung einer Leistungsexkursion kam es zu einer automatischen Notabschaltung des Reaktorblocks. Laut INA sei der Dampferzeuger möglicherweise beschädigt worden; bei einer weitergehenden Beschädigung sei das Entweichen von Radioaktivität in die Umwelt möglich, dies sei jedoch nicht eingetreten. Die INA stufte das Ereignis in die INES-Kategorie 1 ein. Deutsche Politiker sprachen von einem „äußerst besorgniserregenden“ Ereignis.
In einem Verwaltungsgebäude des französischen Atomkraftwerks Cattenom hat es in der Nacht zum Mittwoch, 1. Februar 2017 gebrannt. Der nukleare Teil der Anlage sei nicht betroffen gewesen, teilte der Kraftwerksbetreiber EDF mit. Das Feuer sei am späten Dienstagabend in einem in Leichtbauweise errichteten Container-Gebäude ausgebrochen, gegen ein Uhr morgens seien die Löscharbeiten beendet gewesen. Nach Angaben von EDF bestand weder eine Gefahr für Mitarbeiter des Atomkraftwerks noch für die Sicherheit der Anlage. Die französischen und ausländischen Behörden seien über den Vorfall informiert worden. Französische Medien berichteten, der Rauch sei von weitem zu sehen gewesen.
Am 9. Oktober 2017 meldete der Betreiber EDF der französischen Atomaufsicht ASN einen seriellen Fehler, wonach die Kühlsysteme des Kraftwerks einem „Referenzerdbeben“ nicht standhalten würden. Das Ereignis wurde auf der INES-Skala als Störfall (Stufe 2) eingeordnet. Insgesamt sind mehr als 20 Reaktoren in Frankreich von diesem Sicherheitsrisiko betroffen.
Im Oktober 2017 drangen Greenpeace Aktivisten in das Kraftwerksgelände ein und zündeten ein Feuerwerk am Abklingbecken. Die Organisation will damit darauf hinweisen, dass das Becken sowie der Rest der Anlage nicht genug gegen Terrorismus geschützt sind.
Am 7. und 9. Februar 2018 kam es zu Feuerwehreinsätzen. Das meldet der Betreiber des Atomkraftwerks, EDF, auf seiner Internetseite. Demnach trat am Freitag Abend im Maschinensaal Rauch aus. Grund für den Rauchaustritt war offenbar eine Überhitzung, ein Feuer hat es nicht gegeben. Der Maschinensaal befindet sich im nicht-nuklearen Teil der Anlage. Bereits am Mittwoch war bei Wartungsarbeiten im Bereich der Kühlwasserbehandlung Alarm ausgelöst worden. Es bestand der Verdacht, dass Ammoniak ausgetreten sei. Die herbeigerufenen Einsatzkräfte konnten nichts feststellen. Es trat keinerlei Strahlung aus und das Personal konnte die Arbeit wieder aufnehmen. Beide Fälle hatten laut des Atomkraftwerkbetreibers keinen Einfluss auf die Menschen oder die Umwelt.

## Daten der Reaktorblöcke
Das Kernkraftwerk Cattenom hat insgesamt vier Blöcke:
| Reaktorblock | Reaktortyp         | Elektr. Nettoleistung | Elektr. Bruttoleistung | Thermische Leistung | Baubeginn  | Netzsynchronisation | Kommerzieller Betrieb | Abschaltung |
| ------------ | ------------------ | --------------------- | ---------------------- | ------------------- | ---------- | ------------------- | --------------------- | ----------- |
| Cattenom 1   | Druckwasserreaktor | 1.300 MW              | 1.362 MW               | 3.817 MW            | 29.10.1979 | 13.11.1986          | 01.04.1987            | 2027        |
| Cattenom 2   | Druckwasserreaktor | 1.300 MW              | 1.362 MW               | 3.817 MW            | 28.07.1980 | 17.09.1987          | 01.02.1988            | 2037        |
| Cattenom 3   | Druckwasserreaktor | 1.300 MW              | 1.362 MW               | 3.817 MW            | 15.06.1982 | 06.07.1990          | 01.02.1991            | 2040        |
| Cattenom 4   | Druckwasserreaktor | 1.300 MW              | 1.362 MW               | 3.817 MW            | 28.09.1983 | 27.05.1991          | 01.01.1992            | 2041        |